# Acquedotto Carolino
L'acquedotto Carolino (noto anche come acquedotto di Vanvitelli) è l'acquedotto nato per alimentare il complesso di San Leucio e che fornisce anche l'apporto idrico alla Reggia di Caserta (o meglio alle "reali delizie" costituite dal parco, dal giardino inglese e dal bosco di san Silvestro), prelevando l'acqua alle falde del monte Taburno, dalle sorgenti del Fizzo, nel territorio di Airola (BN), e trasportandola lungo un tracciato che si snoda, per lo più interrato, per una lunghezza di 38 chilometri. L'opera ha richiesto 16 anni di lavori e il supporto dei più stimati studiosi e matematici del regno di Napoli (primo fra tutti Luigi Vanvitelli), destando, per l'intero tempo di realizzazione, l'attenzione da parte dell'Europa intera, tanto da essere riconosciuta come una delle opere di maggiore interesse architettonico e ingegneristico del XVIII secolo.

## Storia
I lavori dell'acquedotto, progettato da Luigi Vanvitelli su commissione di re Carlo di Borbone (da cui l'appellativo di Carolino), presero il via nel marzo del 1753. Il 2 agosto 1754 re Carlo conferì ad Airola il titolo di città come ricompensa formale per lo sfruttamento delle sorgenti di Bucciano, che all'epoca era un casale della stessa Airola. L'opera compiuta fu inaugurata il 7 maggio 1762. Le condotte in ferro progettate dal Vanvitelli, furono realizzate nelle ferriere statali,  ampliate a tale scopo in Calabria, lungo il corso della fiumara Assi (Guardavalle), e in alcune poste sulla fiumara Mulinelle che erano parte costituente delle Regie ferriere di Stilo. Le ferriere utilizzarono come minerale la limonite estratta dalle miniere di Pazzano e Bivongi.
I lavori furono completati nel 1770 con una spesa complessiva di 622 424 ducati.
Oltre al complesso di San Leucio (di fatto l'attività produttiva più rilevante nata dall'indotto della creazione dell'acquedotto) l'intera area casertana ha visto lo svilupparsi di molteplici iniziative imprenditoriali che sfruttavano la forza motrice dell'acqua; come per esempio i numerosi mulini impiantati lungo l'articolato percorso dell'acquedotto.

## Il sistema idrico

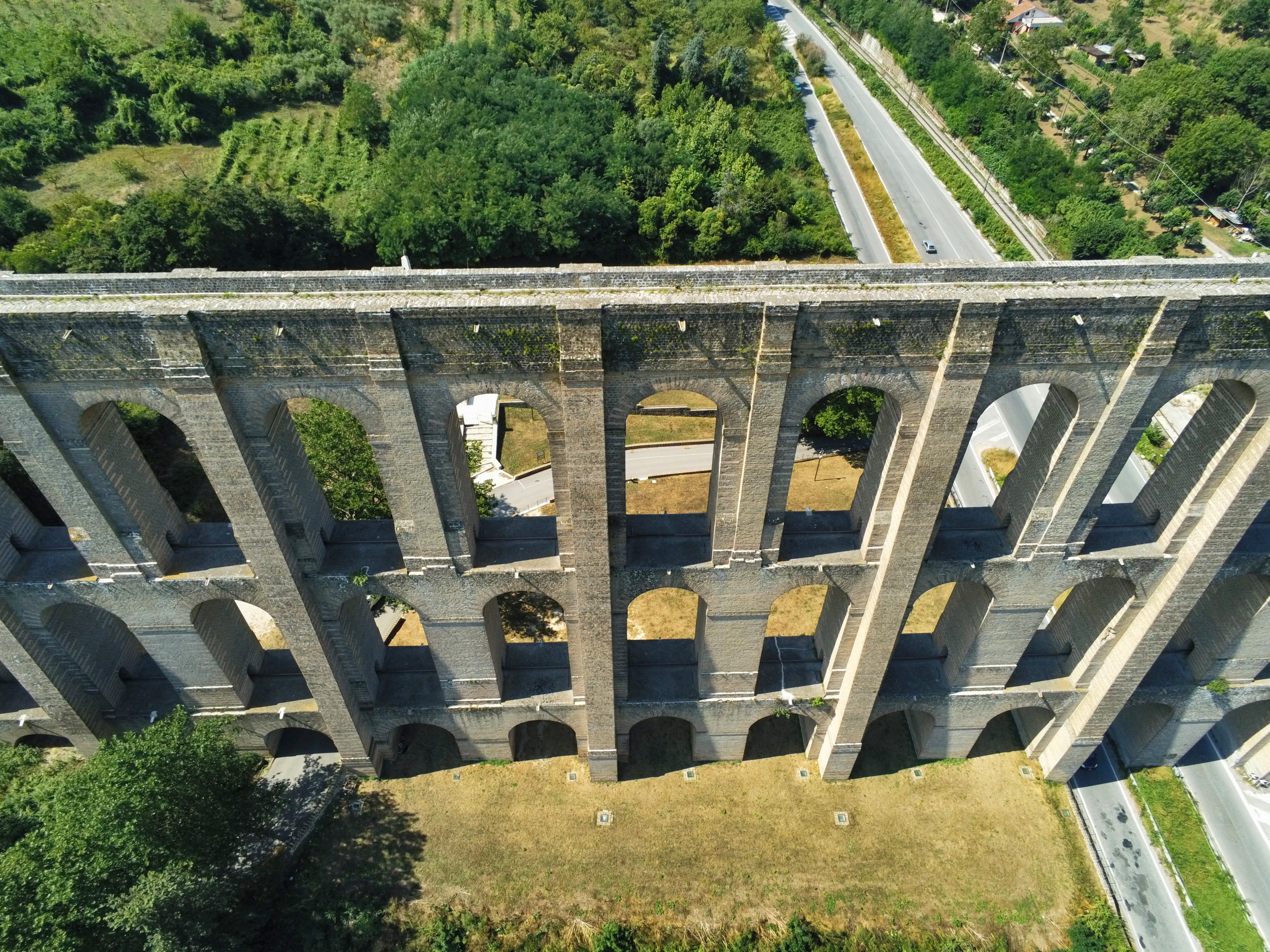
Vista a volo d'uccello.

Dalla grotta artificiale posta a conclusione del grande parco della reggia di Caserta progettato da Vanvitelli e completato dal figlio Carlo, una diramazione conduce all'edificio Belvedere, la celebre filanda-reggia voluta da Ferdinando IV per la produzione e tessitura della seta. Questa era stata realizzata recuperando l'antico casino cinquecentesco degli Acquaviva, ed ancora conserva i giardini di impronta rinascimentale arricchiti da gruppi scultorei e fontane, nonché i giardini del XIX secolo dove una grande cisterna accoglie le acque del Carolino per far funzionare il "rotone ad acqua" della filanda. Infine, dopo aver attraversato il Bosco Vecchio, un ramo del Carolino raggiunge la reale tenuta di Carditello, fattoria modello voluta sempre da Ferdinando IV.

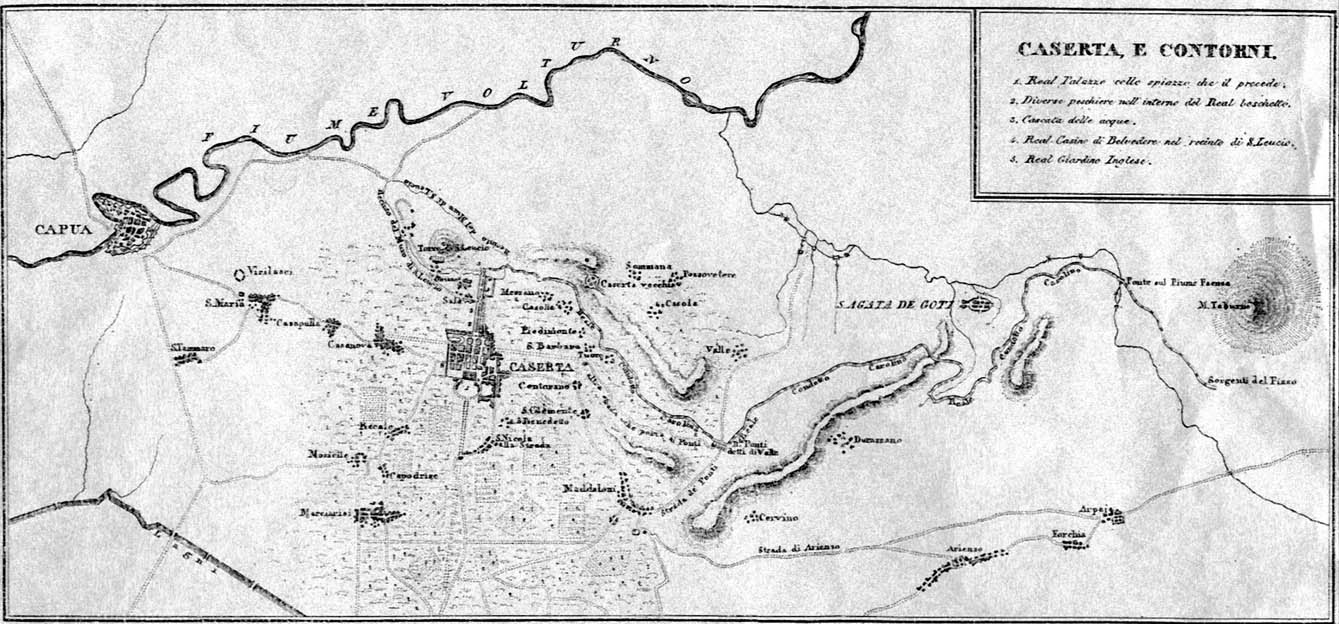
Mappa del 1800 che illustra il percorso dell'acquedotto.

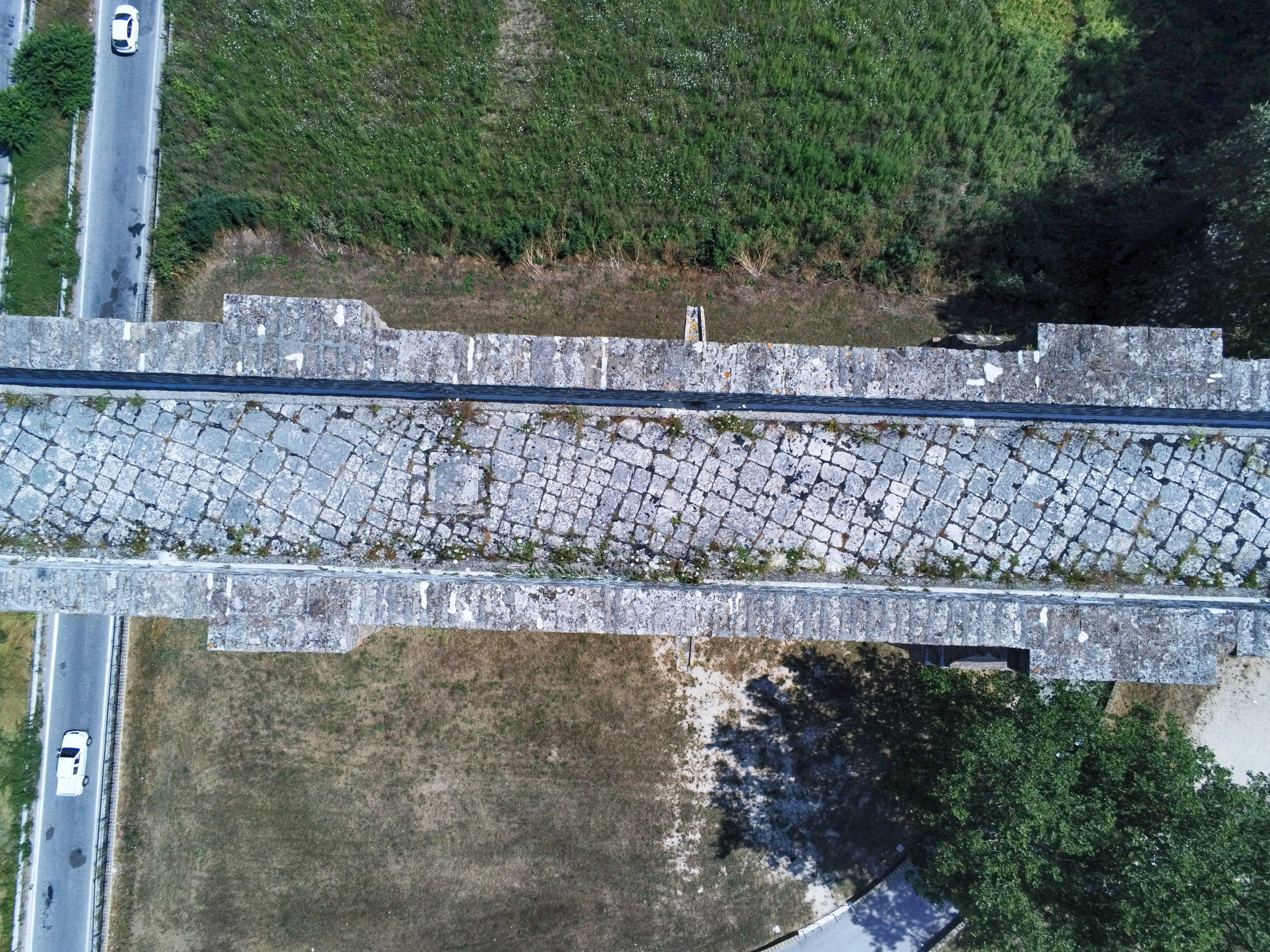
Vista dall'alto.

Il condotto, largo 1,2 m ed alto 1,3 m, è segnalato da 67 "torrini", costruzioni a pianta quadrata e copertura piramidale destinate a sfiatatoi e ad accessi per l'ispezione. La realizzazione del condotto avvenne tutta tramite asportazioni manuali ed utilizzando polvere da sparo.
L'enorme portata d'acqua oltre ad alimentare tutti i sistemi idrici esterni alla Reggia serviva anche a supportare un innovativo e sperimentale metodo di coltivazione e riproduzione delle piante non autoctone: venivano infatti sperimentate nuove tecniche per riprodurre nuovi tipi di piante esotiche, sfruttando le conoscenze che le spedizioni scientifiche portavano in Europa dalle colonie.

## I "Ponti della Valle di Maddaloni"
Di particolare pregio architettonico e dal 1997 patrimonio mondiale dell'UNESCO (assieme all'intero acquedotto, alla reggia di Caserta e al complesso di San Leucio) è il ponte, a tutt'oggi perfettamente conservato, che attraversando la Valle di Maddaloni congiunge il monte Longano (ad est) con il monte Garzano (ad ovest). Tale costruzione, comunemente nota come "I ponti della valle", si innalza con una possente struttura in tufo a tre ordini di arcate poggianti su 44 piloni a pianta quadrata, per una lunghezza di 529 m e con un'altezza massima di 55,80 m, sul modello degli acquedotti romani. Al momento della costruzione fu il ponte più lungo d'Europa.
La qualità dell'opera vanvitelliana è testimoniata anche dalla sua resistenza ai tre violenti terremoti che hanno colpito l'area negli ultimi due secoli, senza intaccare l'impalcatura del viadotto.
Alla base del ponte vi è un monumento-ossario, inaugurato il 1º ottobre 1899. Il monumento contiene resti dei soldati morti nella battaglia del Volturno.

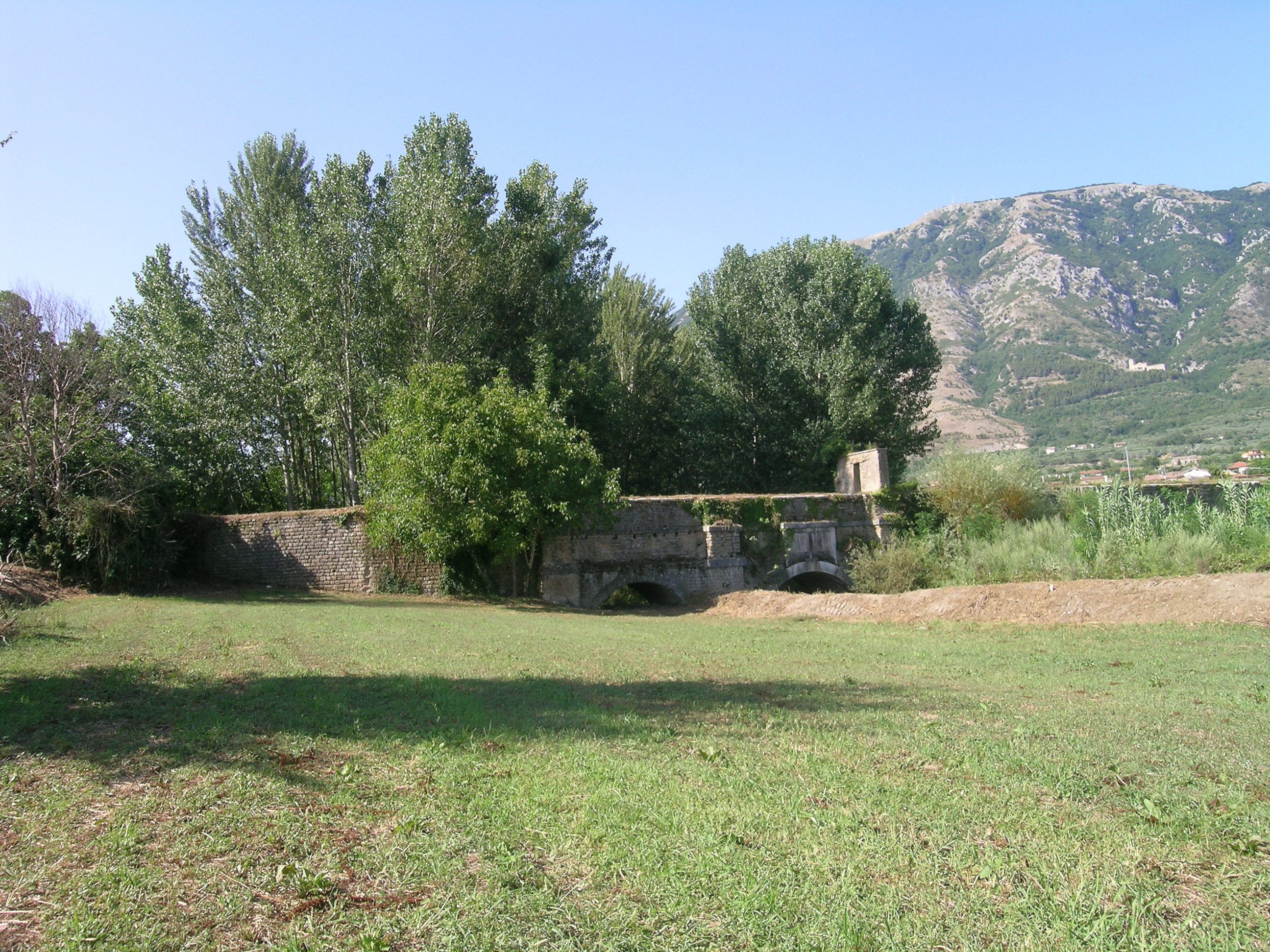
Il Ponte Nuovo, nella piana di Airola tra Moiano e Bucciano.

## Il Ponte Nuovo

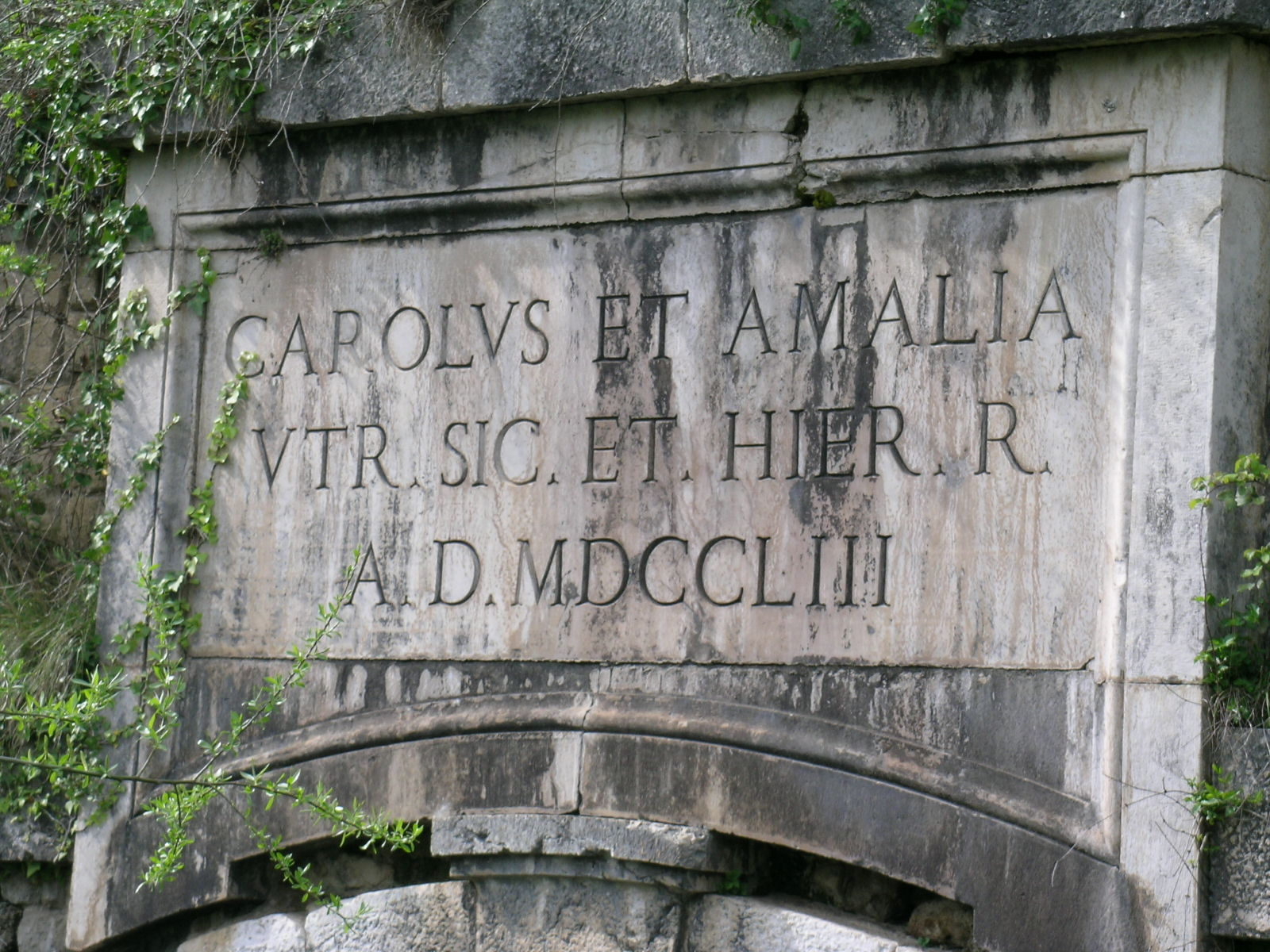
Una delle due iscrizioni uguali apposte da Vanvitelli sul Ponte Nuovo per celebrare Re Carlo e la consorte Amalia

Dopo la captazione delle sorgenti nella “piana di Airola”, Vanvitelli, ebbe necessità di attraversare “un picciolo fiume nominato Faenza”, oggi Isclero. Così, esattamente a cavallo dell'attuale confine tra i comuni di Moiano e Bucciano, si costruì il primo dei tre ponti dell'Acquedotto Carolino: il Ponte Nuovo sul fiume Faenza. Un'altezza massima di circa sei metri, una lunghezza di circa 130 m, perfettamente calato nel romantico paesaggio bucolico, con una pianta sinuosa, quattro archi bugnati e due lapidi celebrative, perfettamente uguali tra loro, poste sui fronti opposti dell'arco centrale.con le quali si dedica la costruzione a Re Carlo e alla sua consorte Amalia. Entrambe le iscrizioni recitano: “CAROLVS ET AMALIA VTR. SIC. ET. HIER. R. A.D. MDCCLIII”. La data del 1753 è solo un dato simbolico, messo più per ricordare l'anno della posa della prima pietra dell'Acqua Carolina, che non l'edificazione del ponte stesso.

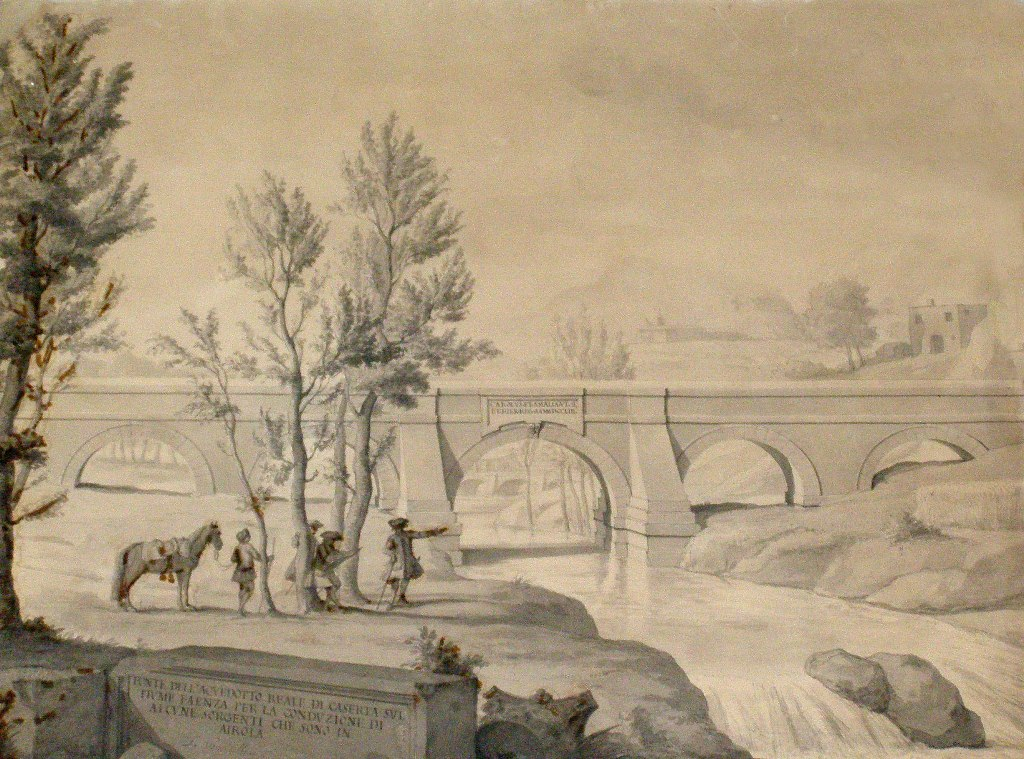
Il Ponte Nuovo nella Dichiarazione dei disegni del Real Palazzo di Caserta alle Sacre Maestà, Stamperia Reale, Napoli, 1756.

La struttura in elevazione è interamente in conci di tufo con i giunti, in origine, listati a calce. Il suo compito era essenzialmente quello di assicurare livello costante alla conduttura, per questo, non presenta un vero camminamento superiore: sono completamente assenti le sponde ed il piano di calpestio è costituito dall'estradosso della volta, in pietra sbozzata, che ricopre il condotto. Il cancello che oggi divide il percorso in due, è chiaramente un'aggiunta postuma. Nel tratto centrale, due marcapiani segnano, rispettivamente, il livello della chiave d'arco e quello del livello di scorrimento del condotto.
Nella prospettiva conservata a Caserta in cui è riprodotto il ponte sul fiume Faenza, si vede un'opera assai più leggera del realizzato, non essendo rappresentato l'ultimo livello, quello del condotto idrico. In più, la struttura rappresentata poggia su cinque archi e non sui quattro effettivi e sul ponte l'iscrizione citata, differente dall'esistente, è:“Carolus. F.T. Amalia. UT. S.L. ET HIER: REG. A. D. MDCCLIII”

## Il "Ponte della valle di Durazzano"

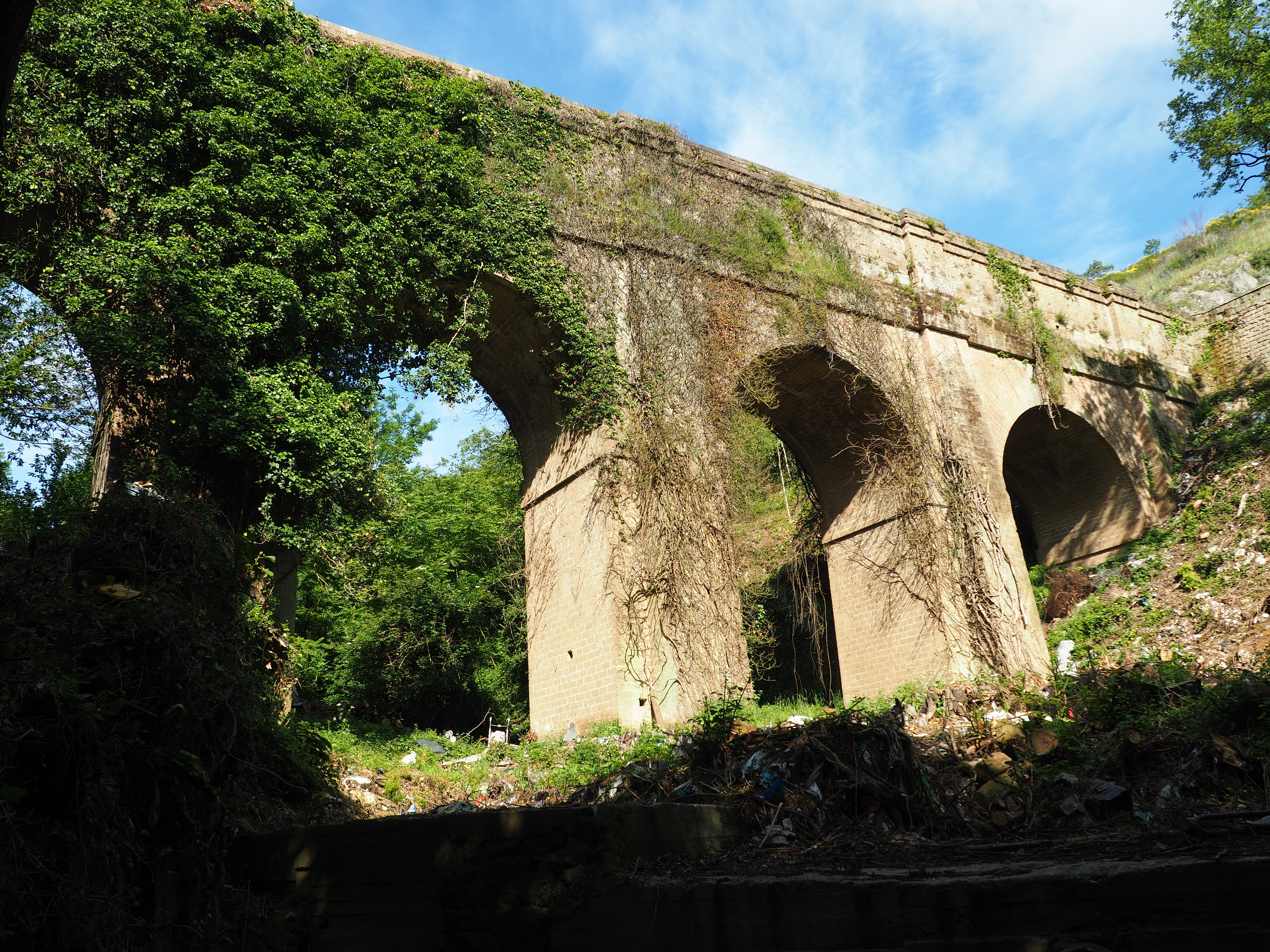
Il "Ponte della valle di Durazzano", conosciuto anche come "Ponte Taglione"

Secondo ponte dei tre ponti dell'Acquedotto Carolino, Luigi Vanvitelli lo chiamò "Ponte della Valle di Durazzano" ma nelle carte topografiche è denominato “Ponte Taglione” e nella tradizione popolare è meglio conosciuto come “Ponte Tagliola”. Posto nel territorio del comune di Durazzano si colloca a cavallo del punto più stretto di una gola ripida e geologicamente unica nel territorio, in quanto costituita da un lembo di tufo litoide giallo (attribuito al vulcano di Roccamonfina), anche conosciuto come il "tufo del torrione", perché è con questo materiale che nel IX secolo, venne costruito il possente torrione cilindrico di Casertavecchia. Il ponte si sviluppa, per una lunghezza di circa 60 m e congiunge la strada provinciale “Durazzano - Sant'Agata dei Goti” con le pendici del monte Longano, superando, così, il torrente Martorana. Il 30 aprile 1760, in una giornata piovosa del primo anno del regno di Ferdinando, alla presenza del Regio Architetto, “il Ponte nella Valle di Durazzano fu piantato con l'aiuto di Dio [...]”. A differenza di quanto riportato dallo stesso Architetto nelle sue cronache e poi in quelle che le hanno ripetute, quello di Durazzano è un ponte con quattro archi a tutto sesto, impostati su setti di sostegno affiancati da contrafforti di altezze diverse. A loro volta, questi poggiano su fondazioni che fuoriescono dal terreno con pianta esagonale e spigoli orientati in direzione del flusso delle acque del torrente. L'arco più alto, quello sotto il quale oggi passa il torrente, ha un’altezza di circa 16 metri.

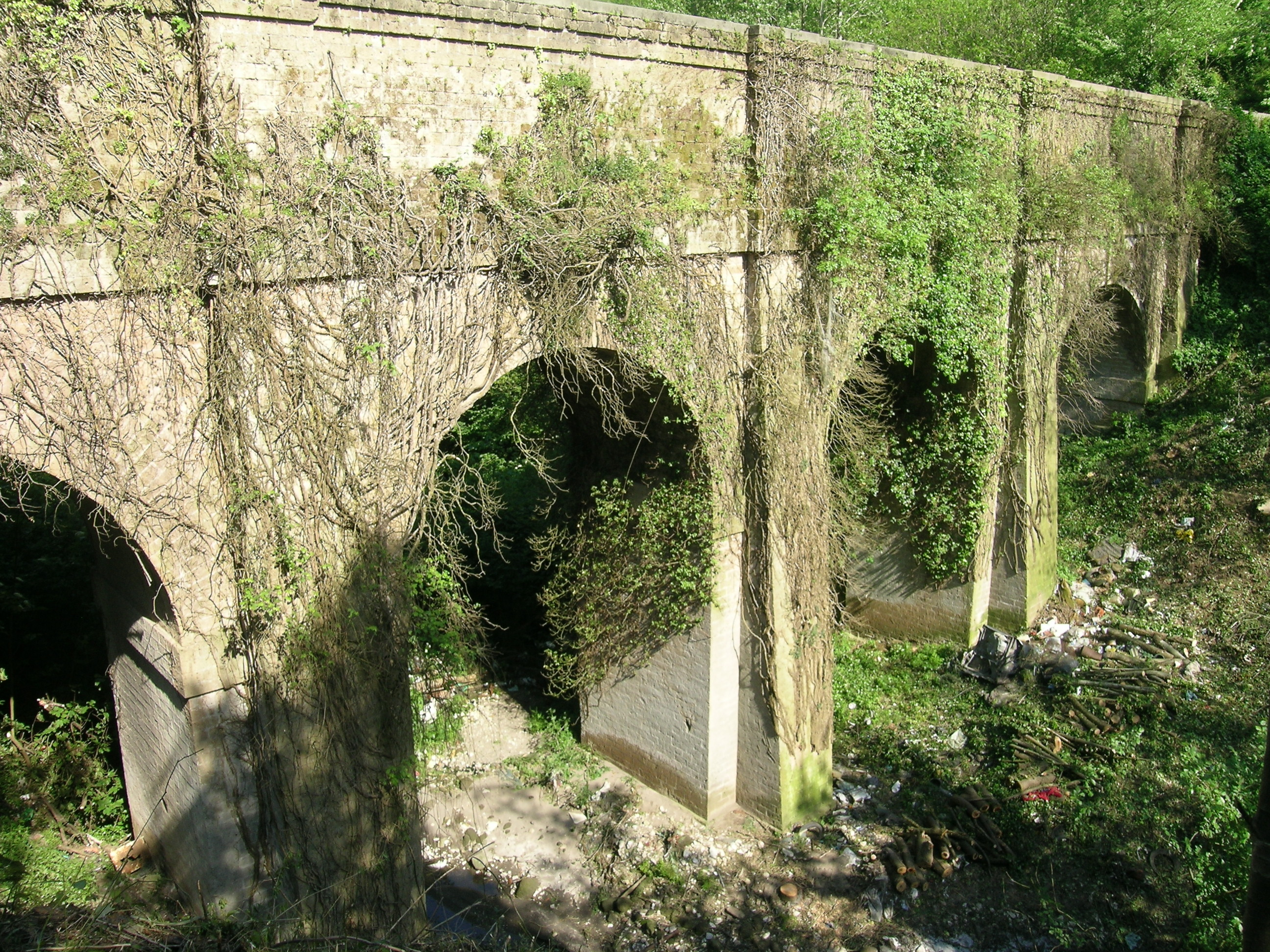
Il Ponte della Valle di Durazzano ed il torrente Martorano dal versante del Monte Longano

Il ponte della Valle di Durazzano fu la prima opera di rilievo dopo la Prammatica Sanzione, quindi, del regno del "Re piccirillo". Vanvitelli, per dimostrare la sua influenza anche con il nuovo corso, si propose di intitolarlo al nuovo Re attraverso l'apposizione di un'iscrizione. Questa intenzione, però, scatenò l'opposizione del ministro Bernardo Tanucci, suo avversario politico e del quale già aveva detto: “[...] non ci voglio aver che fare, né meno il segno del croce [...]”. L'Architetto cercò in tutti i modi un'intercessione direttamente presso Carlo III perché autorizzasse la posa dell'iscrizione anche a Durazzano e quindi lo riconoscesse il “Ponte di Ferdinando IV”. Tanucci vinse il duello diplomatico e nonostante la ferma volontà di Vanvitelli a che “[...] il Re e la Regina vederanno quello si farà nella Valle di Durazzano [...]”, il ponte di Durazzano restò senza lapide e senza un nome.

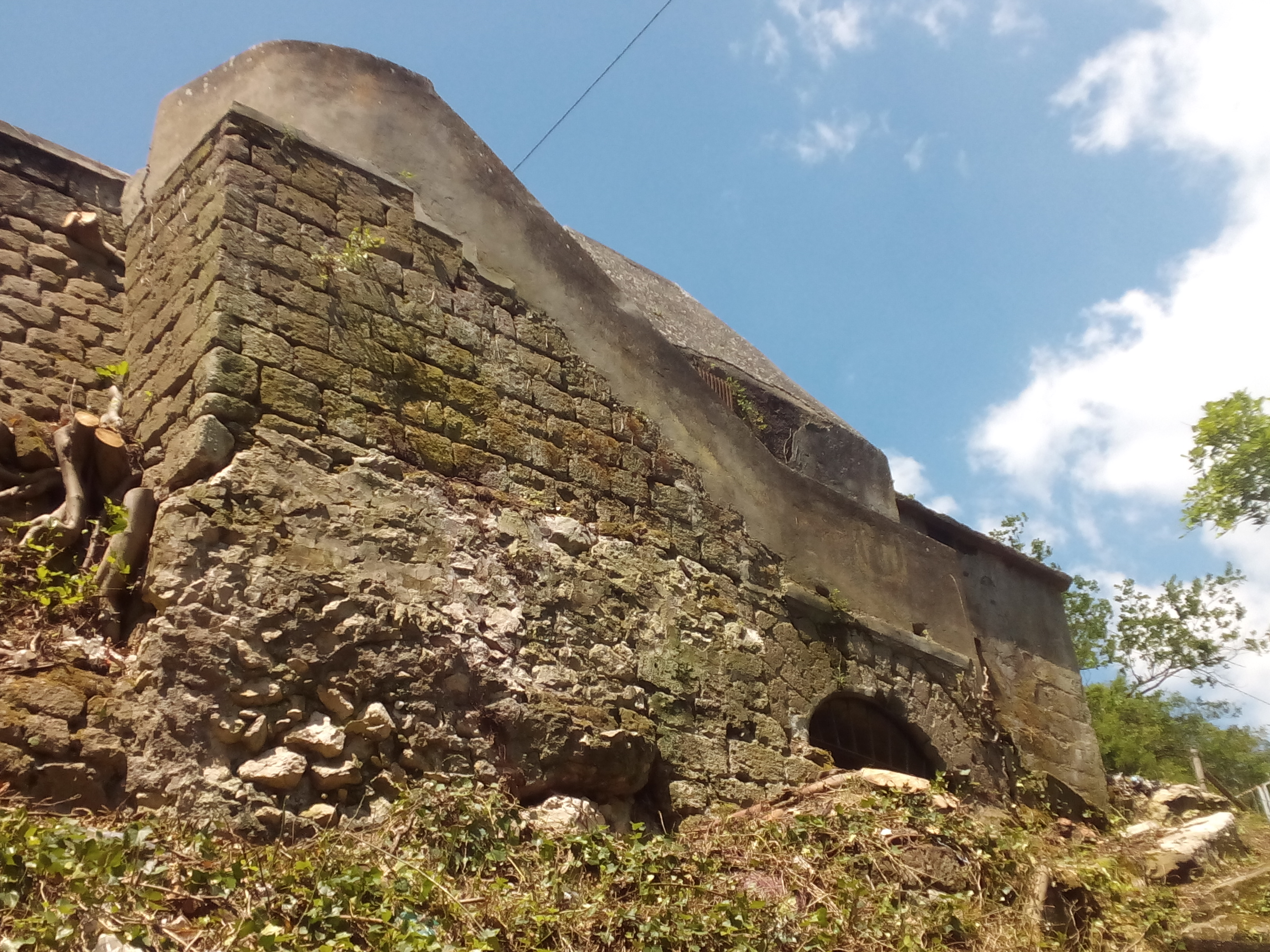
Il Torrino 28, adiacente al Ponte della valle di Durazzano

Adiacente al ponte è il "Torrino 28", fu costruito per permettere che, il 7 maggio 1762, si tenesse la "mostra dell'acqua", la solenne prova generale, che avrebbe portato le sorgenti del Fizzo all'uscita del coraggioso traforo di Garzano, appena terminato. Infatti, per ovviare agli inconvenienti che sarebbero potuti derivare dalla permanenza del flusso idrico nei condotti appena conclusi, nell'aprile del 1762, Vanvitelli realizzò un nuovo "scaricatore" che, a "mostra" conclusa, avrebbe permesso di deviare le acque direttamente nel Martorana, lasciando la restante parte del condotto da completare, fino a Caserta, completamente asciutta.